# John Gibson MacVicar
Pour les articles homonymes, voir MacVicar.
John Gibson MacVicar, né le 16 mars 1800 à Dundee et mort le 12 février 1884 à Moffatt, est un révérend, médecin et botaniste écossais. 

## Biographie
John MacVicar arrive à Ceylan comme pasteur de l’église écossaise, puis en Inde en 1840. Il sert comme botaniste dans des expéditions dirigées par John Campbell de 1840 à 1854, en particulier dans le Gondwâna, dont le but principal est l'abolition des sacrifices humains. 
Revenu en Angleterre, il devient professeur d'histoire naturelle à l'université de St Andrews où il avait été précédemment de 1825 à 1827, lecteur en histoire naturelle. 
Jules Verne dans son roman La Maison à vapeur (partie 1, chapitre XV) le mentionne (en écrivant « Macviccar »). Il prend alors pour source un texte de John Campbell paru dans la revue Le Tour du monde de 1864, intitulé Les Meriaks ou Sacrifices humain.

## Publications
- 1833 : Inquiries concerning the medium of light and the form of its molecules, Édimbourg, A. and C. Black ; Londres, Longman, Rees, Orme, Brown, Green and Longman
- 1837 : On the beautiful : the picturesque, the sublime, Londres : Scott, Webster, & Geary
- 1840 : The Catholic spirit of true religion, Londres, Scott, Webster and Geary
- 1853 : An Enquiry into Human Nature
- 1854 : Report Upon the Khonds of the Districts of Ganjam
- 1855 : Philosophy of the beautiful
- 1868-1874 : A sketch of a philosophy, Londres et Édimbourg, Williams & Norgate
- 1881 : A supplement to a sketch of a philosophy, Londres, Williams